# Тумебамба

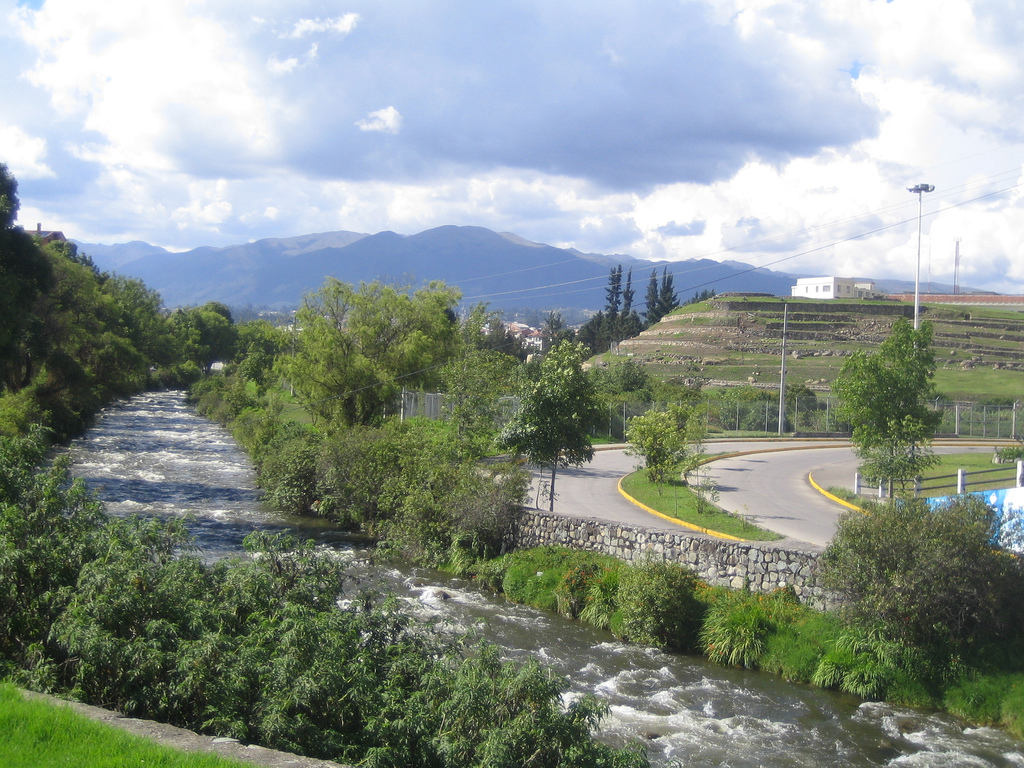
Руины Пумапунку (справа) у реки Томебамба.

Тумебамба или Томебамба — бывший город-государство в Инкской федерации, изначально принадлежавший племени каньяри. Известный благодаря своему размеру как «второй Куско», он был отдан в управление Атауальпе после раздела Инкской империи в 1527 году. После того, как вожди Тумебамбы в ходе инкской гражданской войны встали на сторону Уаскара в 1531 году, Атауальпа в конце 1531 или в начале 1532 года вынудил город сдаться и разрушил его. Через 20 лет после разрушения города на его месте конкистадоры создали город Куэнка.
Руины города обнаружил в начале XX века немецкий археолог Макс Уле.

## История
Томабамба являлась одним из ключевых пунктов Империи инков. Как пишет хронист Сьеса де Леон:
«Много великих дел произошло во времена царствования Инков, в этих королевских постоялых дворах Томебамбы и много войск соединилось в них для дел значительных. Когда умирал король, первое, что делал наследник (преемник), после получения кисточки или королевской короны, это было направить губернаторов в Кито и в эту Томебамбу, чтобы взять владение от его имени, приказывая, чтобы потом ему построили роскошные дворцы и очень пышные, как делали его предшественники. И рассказывают орехоны из Куско (наиболее мудрые и знатные в этом королевстве), что Инка Юпанки, отец великого Тупака Инки, основателя храма, отдыхал и развлекался, пребывая больше времени в этих постоялых дворах, чем в любом другом месте. И то же самое говорят о Тупаке Инке, его сыне».
Также он приводит такие сведения:
«Дворы Томебамбы расположены около двух небольших речек на плоской равнине, имеющей в окружности более 12 лиг. Это холодная земля, но богатая дичью: оленями, кроликами, фазановыми, горлинками и прочими птицами. Храм солнца был построен из искусно обработанных камней, и некоторые из этих камней очень большие, одни — чёрные, необработанные, а другие — похожи на мрамор с прожилками (яшма). Некоторые индейцы пытаются сказать, что большая часть камней, из которых сооружены эти дворы и храм солнца, были принесены из великого города Куско, по приказу короля Уайна Капака и великого Тупака Инки (Юпанки), его отца, с помощью многочисленных канатов, что не малое (вызывает) восхищения (если так оно было), судя по величине и очень большом количестве камней, и большой длине дороги.
Порталы многих постоялых дворов были изящными и сильно разукрашенными (либо очень похожими?), и в них были вставлено несколько драгоценных камней и изумрудов, а внутри стены храма солнца и королевские дворцы Инков были облицованы чистейшим золотом и выгравированы многочисленные фигуры, внутренняя отделка по большей части была выполнена из этого металла и очень изыскано. Покрытие этих домов было из соломы, столь умело размещённой и разложенной, что никакой бы огонь её не погубил и не уничтожил, а само покрытие простояло бы много времён и веков, не подвергаясь повреждениям. Внутри дворов в изобилии имелась золотая солома, а на стенах выгравированы овцы (ламы) и овечки, и птицы, и много других вещей. Кроме этого, говорят, масса сокровищ была в кувшинах и горшках, и в других предметах и много очень дорогих плащей, исполненных золотым шитьём и „чакирой“ (chaquira).
Наконец, желая превознести богатство, имевшееся у Инков в королевских дворцах не могу не добавить следующее. В них жило очень много золотых дел мастеров, для обработки предметов, мною названных и многих других. Шерстяной одежды было столько и такой нарядной, что если за ней следили, и она не портилась, то составляла целое сокровище. Девственниц, приставленных служить храму, было более 200, и очень красивых, из местных жительниц Каньяри и района, управляемого министром двора Инки, пребывавшего в этих постоялых дворах. Девы и жрецы хорошо снабжались слугами храма, у ворот которого имелись привратники, как утверждают, некоторые из них были скопцами, отвечавшие за присмотр над мамаконами, потому их называли тем же именем, что и проживавших в храмах. Около храма и Королевских домов Инков было много постоялых дворов, где становились на постой солдаты, и главные склады, наполненные уже называвшимися вещами; все это всегда изобильно снабжалось, хоть многое и тратилось, поскольку счетоводы по-своему вели счёт в больших количествах того, что прибывало и убывало, и на основании этого всегда осуществлялась воля правителя».